# Накъдрена змия
Накъдрените змии (Suta suta) са вид влечуги от семейство Аспидови (Elapidae).
Срещат се в централните части на Австралия.
Таксонът е описан за пръв път от германския естественик Вилхелм Петерс през 1863 година.